# وادي سل
وادي سَل هو مجرى مائي موسمي، أو وادي، في جبال الحجر بإمارة رأس الخيمة، في دولة الإمارات العربية المتحدة.
يمتد الوادي من الشرق إلى الغرب، وينزل من قرية سل الجبلية لينضم إلى وادي البيح في البُرَيرات. وهي منطقة زراعية خصبة، لطالما ارتبطت بقبيلة الحبوس في رأس الخيمة. يُصل إلى الوادي اليوم من طريق جبل جيس.
إنها وجهة مشهورة للمشي لمسافات طويلة والطرق الوعرة. يؤدي الصعود الحاد من الوادي إلى قرية الحبوس في سل

## أنظر أيضا
- قائمة الوديان في الإمارات العربية المتحدة